# Parafia Ewangelicko-Augsburska w Wirku
Parafia Ewangelicko-Augsburska w Wirku – luterańska parafia w Rudzie Śląskiej, w dzielnicy Wirek, należąca do diecezji katowickiej Kościoła Ewangelicko-Augsburskiego w RP. Mieści się przy ulicy 1 Maja. W 2019 liczyła około 200 wiernych.

## Historia
W osiedlu robotniczym Nowa Wieś pierwszą ewangelicką kaplicę wybudowano w 1855, co było możliwe dzięki wsparciu udzielonemu przez hrabiego Donnersmarcka. Świątynia obsługiwana była przez księży z parafii w Gliwicach.
W 1867 doszło do likwidacji miejscowego więzienia, na skutek czego w jego dawnej siedzibie urządzono nową, większą kaplicę. Opiekę nad miejscowymi wiernymi sprawowali w latach 1868–1870 duszpasterze z Bytomia, a w 1871 Nowa Wieś przeszła pod administrację parafii w Chorzowie. Posługi religijne sprawowane były zarówno w języku niemieckim, jak i polskim.
Samodzielna parafia została powołana 4 kwietnia 1896, a jej pierwszym proboszczem został ks. Haaze. Rozpoczęto wtedy starania o budowę własnego kościoła.
23 czerwca 1901 odbyła się uroczystość wmurowania kamienia węgielnego pod budowę nowej świątyni. Uroczyste poświęcenie budowli miało miejsce 5 października 1902, a kościołowi nadano imię Odkupiciela. Zbór liczył wówczas około 2000 członków. Obok kościoła powstały budynki plebanii, sali parafialnej oraz domu mieszkalnego.
Kiedy w 1922 Nowa Wieś weszła w skład II Rzeczypospolitej, nastąpił odpływ ludności ewangelickiej narodowości niemieckiej, jednocześnie zbór powiększył się o nowo przybyłych Polaków. Parafia stała się częścią Ewangelickiego Kościoła Unijnego na polskim Górnym Śląsku.
W 1934 urząd proboszcza objął Eryk Michalowski, który pełnił stanowisko do 1938.
W latach 1923–1934 raz w miesiącu organizowane były nabożeństwa polskojęzyczne. Od 1936 częstotliwość ta wzrosła do dwóch w miesiącu.
Według stanu na 1936 30% członków zboru było Polakami, natomiast 60% posługiwało się językiem polskim. W dwudziestoleciu międzywojennym przy parafii działały polskie organizacje, takie jak Towarzystwo Polaków Ewangelików, Stowarzyszenie Niewiast, Związek Polskiej Młodzieży Ewangelickiej.
W 1937 parafia posiadała 1215 wiernych. W 1938 stanowisko proboszcza sprawował ks. Wolfgang Graefe. Jego następcą został w 1939 ks. Swoboda, a w latach 1942–1945 funkcję tę pełnił ks. Urlich Koch.
Po zakończeniu II wojny światowej wielu członków zboru zmuszonych było do wyjazdów na skutek akcji wysiedlania osób narodowości niemieckiej. Osoby, które nie opuściły kraju, pozbawiane były mieszkań.
Normalne życie zborowe zostało przywrócone dzięki objęciu opieką duszpasterską miejscowych wiernych przez ks. Zenona Dietricha w 1945, który do 1946 pełnił stanowisko proboszcza. W tym samym roku został on zastąpiony przez ks. Wilhelma Firlę. Ksiądz Firla w 1952 wyjechał do pracy na Mazurach, wskutek czego parafia zaczęła być administrowana przez proboszczów z parafii w Świętochłowicach.
W 1981 miały miejsce uroczystości związane z 85 rocznicą powołania parafii w Wirku. Obecny na nich był Biskup Kościoła ks. Janusz Narzyński, a także goście z parafii partnerskich w Holandii i RFN.
W 1990 w wyniku wybuchu gazu doszło do zniszczenia plebanii. 12 listopada 1995 podczas nabożeństwa z udziałem Biskupa Kościoła ks. Jana Szarka na jej miejscu oddano do użytku nowy dom parafialny.
15 września 2002 odbyły się obchody 200-lecia poświęcenia kościoła, nabożeństwo tego dnia poprowadził biskup diecezji katowickiej ks. Tadeusz Szurman.

## Współczesność
Nabożeństwa w kościele Odkupiciela odbywają się w każdą niedzielę i święta. Zbór nie posiada własnego duszpasterza, parafia administrowana jest przez proboszcza parafii w Świętochłowicach.

## Cmentarz
W 1924 założono cmentarz parafialny przy obecnej ul. Osiedlowej. W 1978 z powodu bliskości nowo wybudowanego osiedla mieszkaniowego cmentarz został zlikwidowany. Obecnie na jego miejscu znajduje się park wraz z krzyżem oraz tablicą pamiątkową. Pochówki parafian odbywają się na cmentarzu parafialnym w Świętochłowicach.

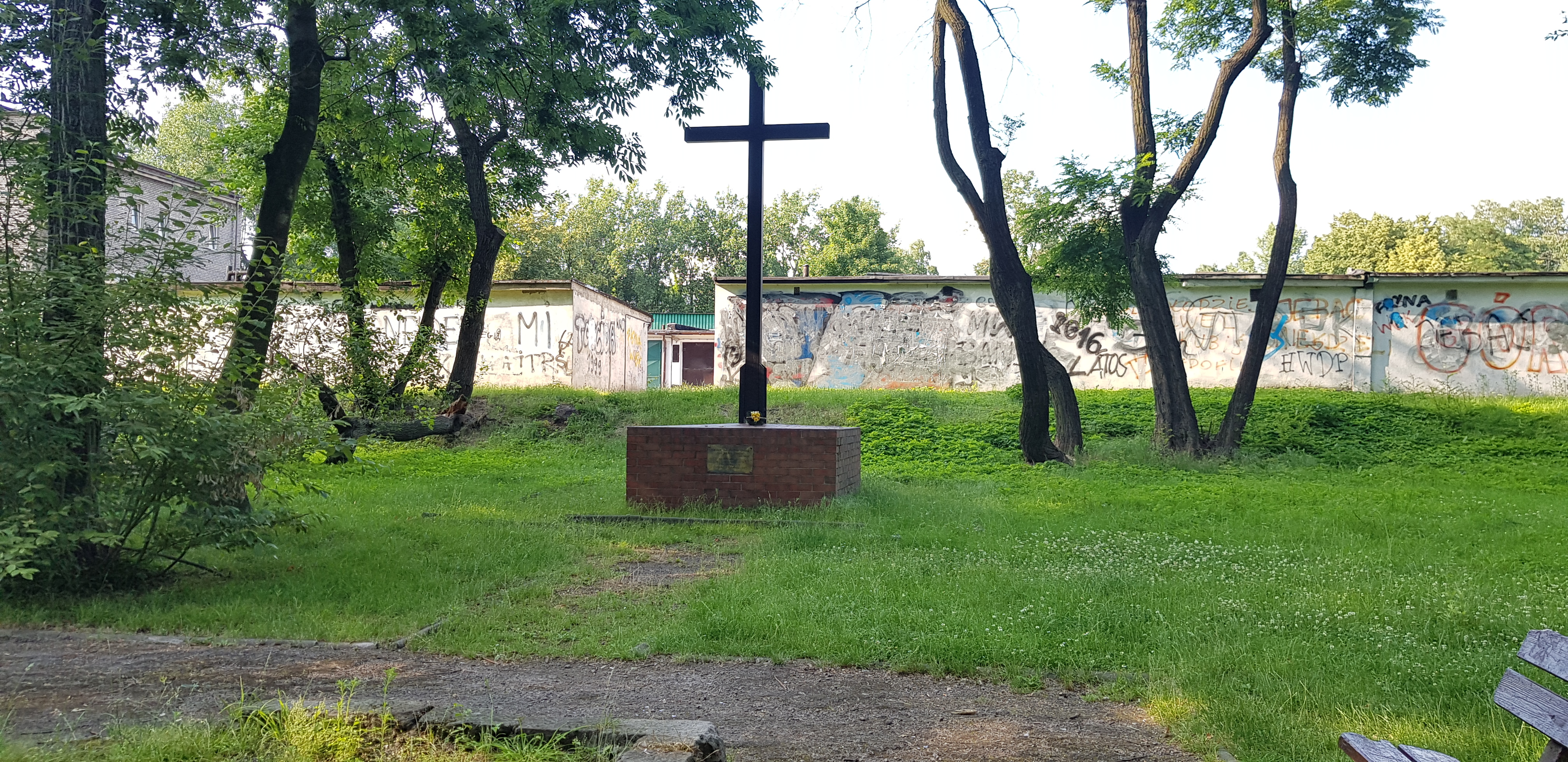
Krzyż w miejscu zlikwidowanego cmentarza
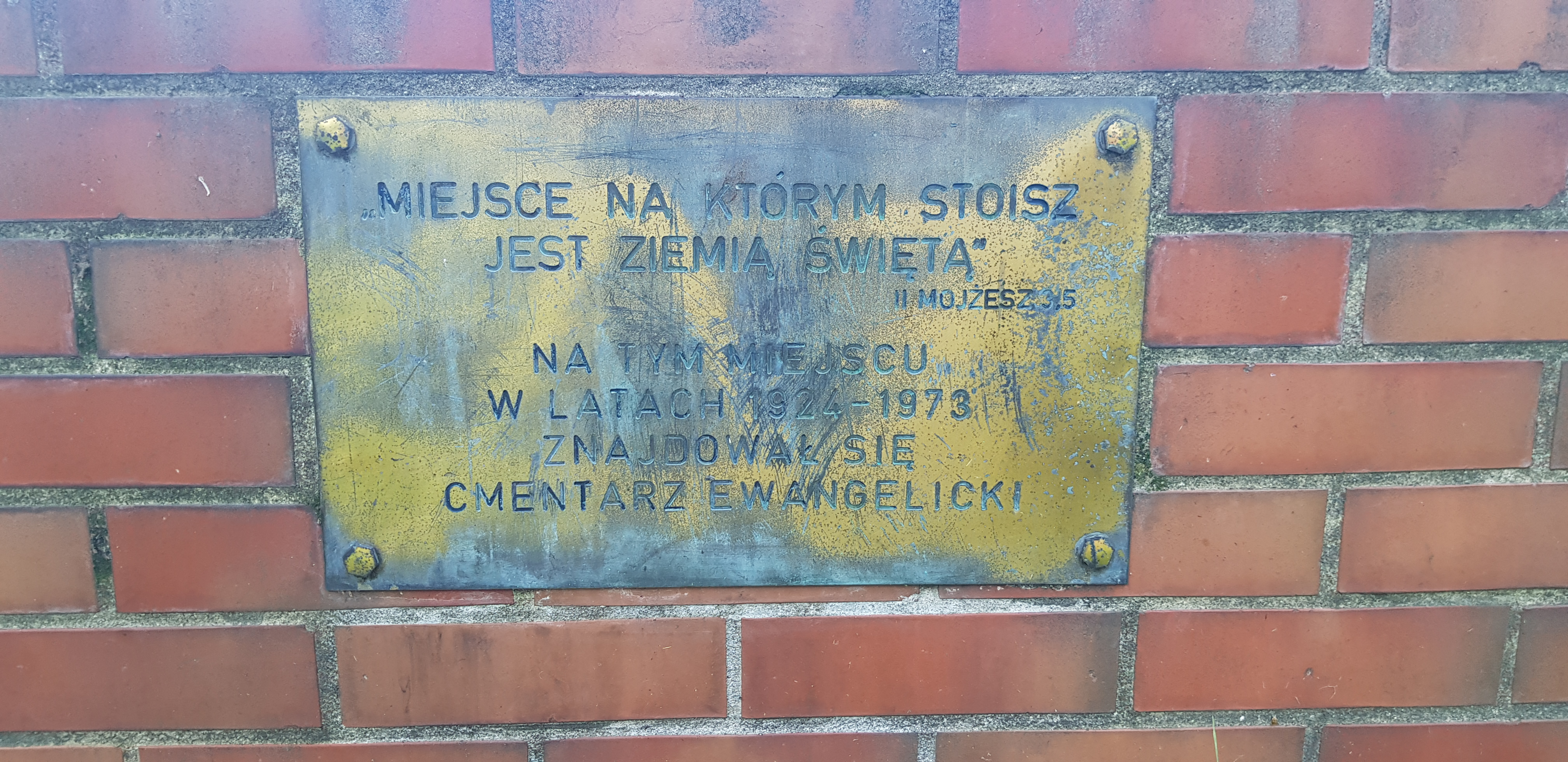
Tablica pamiątkowa w miejscu zlikwidowanego cmentarza